# Lepyrodiclis holosteoides
Lepyrodiclis holosteoides là loài thực vật có hoa thuộc họ Cẩm chướng. Loài này được (C.A. Mey.) Fenzl ex Fisch. & C.A. Mey. mô tả khoa học đầu tiên năm 1841.